# Sélinonte ou la Chambre impériale
Sélinonte ou la Chambre impériale est un roman de Camille Bourniquel publié le 1er septembre 1970 aux éditions du Seuil et ayant reçu la même année le prix Médicis.

## Éditions
- Sélinonte ou la Chambre impériale, éditions du Seuil, 1970  (ISBN 2020011476).

## Annexe